# Der Verschollene
Der Verschollene ist neben Das Schloss und Der Process einer der drei unvollendeten Romane von Franz Kafka, entstanden zwischen 1911 und 1914 und 1927 von seinem Freund und Herausgeber Max Brod postum veröffentlicht. In den frühen Ausgaben wurde der Roman unter dem von Brod bestimmten Titel Amerika veröffentlicht.
Bereits zu Lebzeiten Kafkas erschien das erste, eigenständige Kapitel Der Heizer im Jahr 1913 im Kurt Wolff Verlag.

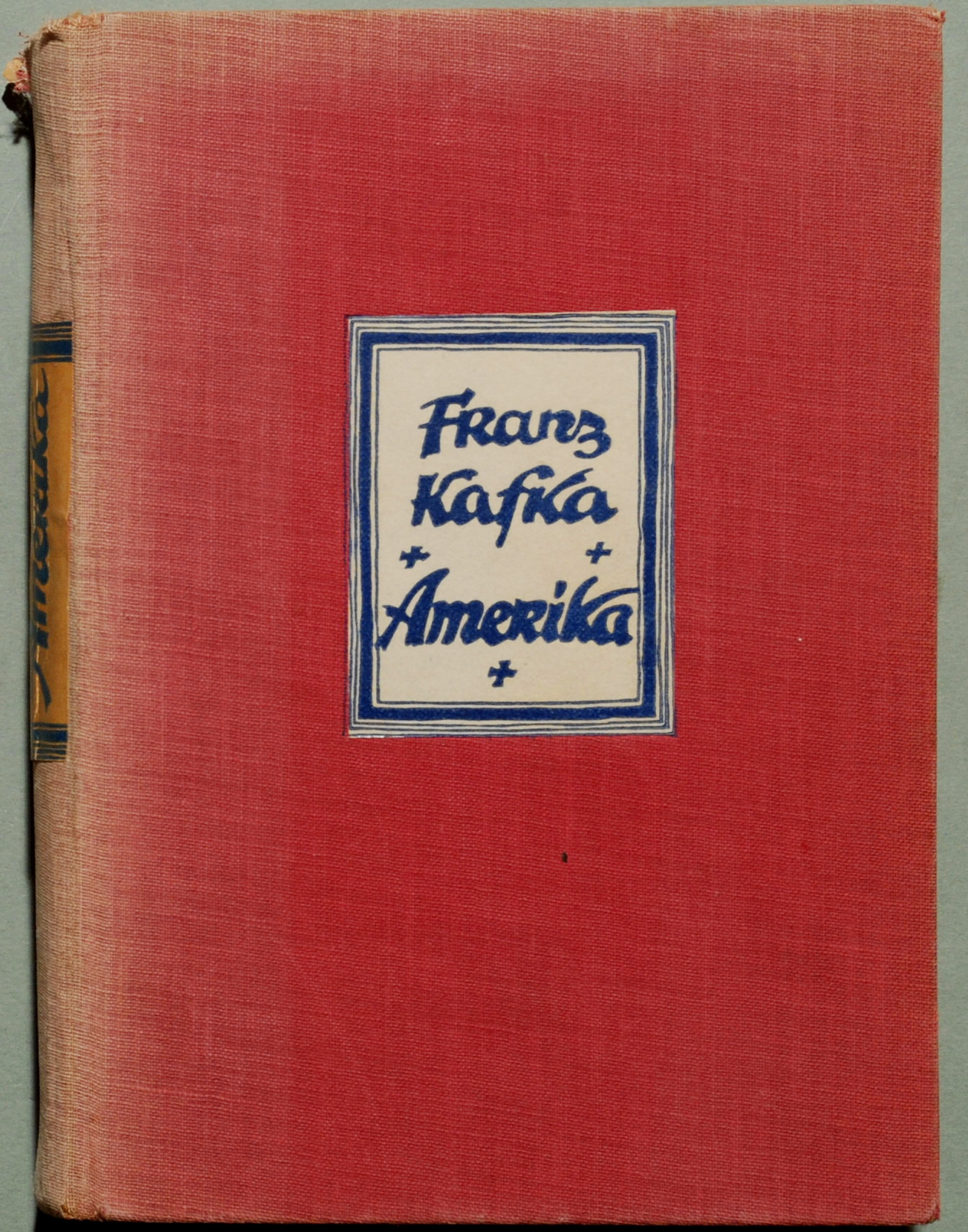
Verlagseinband der Erstausgabe 1927

## Zusammenfassung
Der siebzehnjährige Karl Roßmann wird von seinen Eltern in die USA geschickt, da er von einem Dienstmädchen „verführt“ wurde und dieses nun ein Kind von ihm bekommen hat. Im Hafen von New York angekommen, trifft er noch auf dem Schiff einen reichen Onkel, der ihn zu sich nimmt und von dessen Reichtum Karl nun lebt. Doch bald verstößt der Onkel den Jungen, als Karl die Einladung eines Geschäftsfreundes des Onkels zu einem Landhausbesuch eigenmächtig annimmt. Der ohne Aussprache vom Onkel auf die Straße gesetzte Karl lernt zwei Landstreicher kennen, einen Franzosen und einen Iren, die sich seiner annehmen, freilich immer zum Nachteil von Karl. Wegen des Iren verliert er eine Anstellung als Liftjunge in einem riesigen Hotel mit bedrückenden Arbeitsbedingungen. Anschließend wird er in einer Wohnung, die die beiden Landstreicher mit der «übermäßig dicken» älteren Sängerin Brunelda teilen, gegen seinen Willen als Diener angestellt und ausgenutzt.
Die Handlung bricht an dieser Stelle ab. Die Kritische Kafka-Ausgabe führt danach zwei Textfragmente an, von denen das zweite das bekannte „Naturtheater von Oklahoma“ ist. Im ersten Textfragment schiebt Karl Brunelda in einem Rollstuhl durch die Straßen der Stadt zu dem „Unternehmen Nr. 25“. In dem zweiten, dem von einigen vermuteten Abschlusskapitel, entdeckt Karl ein Plakat für ein Theater in Oklahoma (Kafka schrieb durchgehend „Oklahama“), das allen Menschen Beschäftigung verspricht. Karl wird nach einer peniblen Befragung von den Werbern des Theaters aufgenommen, freilich nur „für niedrige technische Arbeiten“. Dieser Textteil endet mit der langen Zugfahrt nach Oklahoma, wo Karl zum ersten Mal die „Größe Amerikas begreift“.

## Entstehung
Franz Kafka hatte sich bereits als fünfzehnjähriger Schüler an einem Roman versucht, der teilweise in Amerika spielen sollte. Erst Ende 1911 griff er das Thema wieder auf mit dem Beginn des Romans Der Verschollene. Mit großen zeitlichen Unterbrechungen beschäftigte ihn dieses Vorhaben; Ende 1912 unterbrach er die Arbeit für die Erzählung Die Verwandlung. 1914 legte er schließlich das Romanfragment unvollendet beiseite. An Felice Bauer schreibt er bereits im Januar 1913: „Mein Roman! Ich erklärte  mich  vorgestern abend vollständig von ihm besiegt. Er läuft mir auseinander, ich kann ihn nicht mehr umfassen ...“
Anregungen zu seinem Werk erhielt Kafka aus dem Reisebuch Amerika heute und morgen von Arthur Holitscher aus dem Jahre 1912. Neben wichtigen Motivübernahmen geht die Schreibweise „Oklahama“ auf einen Druckfehler bei Holitscher zurück: Er unterschreibt mit „Idyll aus Oklahama“ eine Fotografie, die eine Lynchjustizszene zeigt, in der der Leichnam eines erhängten Schwarzen von gleichgültigen weißen Amerikanern umringt wird. Die Beseitigung missliebiger Minderheiten in Form der Erhängung des Schwarzen und die Übertragung auf den sozialen Abstieg Karls manifestiert sich hier in der Übernahme der Bildunterschrift aus Holitschers Buch. Auch lassen sich Parallelen zu Charles Dickens’ Roman David Copperfield nachweisen, was sich Kafka am 8. Oktober 1917 in seinem Tagebuch selbst eingestand. Er bezeichnete in diesem Zusammenhang Karl Roßmann sogar als „entfernte(n) Verwandte(n) von David Copperfield und Oliver Twist“.
Der Titel Der Verschollene verdeckt die tatsächliche Vorgeschichte des Karl Roßmann, die eine absichtsvolle Verstoßung durch seine Eltern darstellt als ein aus dem Haus getriebener, offenbar ungeliebter Sohn. Insofern täuscht der Titel die Leserschaft über die wahren Verhältnisse. Solche Strategien kommen in der Romanfabel häufiger vor, denn auch die Geschichte des Karl enthält eine Vielzahl von perspektivischen Verzerrungen und Verschiebungen.
Kafka verwendet zwei einschlägige USA-Stereotype: Karl ist bis zuletzt immer weiter unterwegs, sozusagen „on the road again“, und die Richtung geht von New York im Osten zu den Bergen im Westen, also „going west“.

## Editionsgeschichte
Zu Lebzeiten Kafkas erschien nur das erste, eigenständige Kapitel Der Heizer im Jahr 1913 im Verlag Kurt Wolff. Zusammen mit den ebenfalls 1912 entstandenen Erzählungen Das Urteil und Die Verwandlung wollte Kafka den Heizer zu einer Trilogie Die Söhne zusammengefasst wissen.
1927, also drei Jahre nach Kafkas Tod, veröffentlichte Max Brod das ganze Romanfragment unter dem Titel „Amerika“. Für die Überschriften und Einteilungen der ersten sechs Kapitel gibt es ein authentisches Verzeichnis des Autors, die übrige Anordnung der Textfragmente erfolgte durch Brod recht willkürlich. Das gilt auch für den von Brod gewählten Titel „Das Naturtheater von Oklahoma“, den chronologisch letzten Textteil. Der Herausgeber rechtfertigte sein Vorgehen mit angeblichen Aussagen Kafkas, den Roman versöhnlich enden lassen zu wollen.
Spätere Auflagen wurden gemäß Einträgen in Kafkas Tagebüchern und Briefen unter dem Titel „Der Verschollene“ verlegt. Dieser Titel hat sich heute allgemein in der Literaturwissenschaft durchgesetzt.

## Inhalt der einzelnen Kapitel
1. Der Heizer: Karl Roßmann, der von seinen Eltern nach Amerika verfrachtet wurde, weil er ein Dienstmädchen geschwängert hatte, erreicht auf einem Ozeandampfer den Hafen von New York. Beim Aussteigen schließt er sich einem in seiner Berufsehre gekränkten Schiffsheizer an. In der Kapitänskajüte, wo es zu einer Aussprache kommt, gibt sich ein Herr als Karls reicher Onkel Jakob zu erkennen und bewegt ihn dazu, das Schiff zu verlassen und bei ihm zu leben.
2. Der Onkel: Der Onkel gewährt Karl ein Leben in Reichtum, aber auch in strenger Pflichterfüllung. Karl lernt intensiv die englische Sprache sowie Klavierspielen und Reiten. Er erlebt die Geschäfte des Onkels und die in New York herrschenden Verkehrsströme. Der Onkel ist zufrieden mit Karls Fortschritten und stellt Karl seinen Geschäftsfreunden Green und Pollunder vor. Letzterer lädt Karl auf sein Landgut ein, wo sich dessen Tochter befindet. Er will diese Einladung am nächsten Tag direkt einlösen und holt Karl ab. Der Onkel macht verschiedene Bedenken geltend, ohne den Besuch direkt zu verbieten.
3. Ein Landhaus bei New York: Im Landhaus angekommen, lernt Karl die Tochter Clara kennen. Es stellt sich heraus, dass gleichzeitig auch Herr Green hier einen Besuch macht. Karl kann mit der Tochter wenig anfangen. Es entsteht ein aggressives Gerangel, in dessen Verlauf die sehr sportliche Tochter Karl regelrecht verprügelt. Karl wird zunehmend bewusst, dass er gegen den erklärten Willen seines Onkels diesen Besuch macht und bittet nun, umgehend wieder nach Hause gehen zu dürfen. Der andere Gast, Herr Green, erklärt, dass er bleiben solle, weil er ihm um Mitternacht einen wichtigen Brief überreichen müsse. So geschieht es also. Der Brief ist vom Onkel, einem Mann mit eisernen Prinzipien, der Karl ein für alle Mal von sich weist. Karl verlässt das Landhaus und ist wieder völlig auf sich gestellt.
4. Weg nach Ramses: Karl lernt in einem Wirtshaus Delamarche und Robinson kennen. Die beiden halten sich an Karls wenigen Besitztümern schadlos. Auf der Suche nach Arbeit gehen die drei ein Stück Wegs gemeinsam. Karl wird eines Abends beauftragt, Essen aus dem Hotel Occidental zu beschaffen. Die dortige Oberköchin ist Karl gegenüber sehr fürsorglich und bietet ihm Logis und Arbeit an. Karl geht aber zurück zu seinen Kumpanen. Dort wird er sehr ärgerlich, da sie seinen Koffer aufgebrochen haben und nun das Foto seiner Eltern verschwunden ist. So nimmt er das Angebot der Oberköchin doch an und trennt sich von den beiden zwielichtigen Begleitern.
5. Hotel Occidental: Im Hotel wird Karl Liftboy und kommt zunächst mit seiner Arbeit gut zurecht, wobei er die vielfältigen Arbeitshierarchien kennenlernt. Die Oberköchin kümmert sich um Karl. In deren Sekretärin Therese findet er eine ebenbürtige Gesprächspartnerin; Therese erzählt ihm vom erschütternden Tod ihrer Mutter als Bauhilfsarbeiterin. Karl wohnt im großen und unruhigen Schlafsaal der Liftboys. Die Liftboys vertreten sich oft gegenseitig und verlassen unerlaubter Weise ihren Arbeitsplatz, ohne dass dies auffällt.
6. Der Fall Robinson: Plötzlich taucht Robinson im Hotel bei Karl auf und lädt ihn ein, sich ihm und Delamarche wieder anzuschließen. Karl lehnt das entschieden ab. Robinson erweist sich plötzlich als schwer angeschlagen, wohl betrunken, kann nicht mehr weggehen und erbricht sich in ekelerregender Weise. Karl will ihn irgendwo ablegen und bringt ihn in ein Bett im Schlafsaal. Dass Karl dafür seinen Lift verlassen hat, fällt dem Oberkellner und dem Hotelportier auf und Karl soll dafür entlassen werden. Es folgen befremdlich unangenehme Befragungen und körperliche Misshandlungen. Die Situation entwickelt sich völlig gegen Karl, als auch noch die Meldung vom Betrunkenen im Schlafsaal eintrifft. Auch die Intervention der Oberköchin für ihn ist zwecklos. Man jagt ihn zusammen mit Robinson hinaus.
7. Ein Asyl: Robinson nötigt Karl, in ein Hochhaus mitzukommen, in dem er mit Delamarche und der übergewichtigen und herrschsüchtigen Sängerin Brunelda in einem total überfüllten Zimmer wohnt. Karl soll dort als Diener arbeiten, was er entschieden ablehnt. Als er sich davonstehlen will, wird er brutal zusammengeschlagen und muss bleiben. Vom Balkon des Zimmers aus lernt Karl einen häufig nachts lernenden Studenten kennen. Von dort aus sieht er die Umtriebe einer politischen Kandidatur. Karl träumt davon, aus dieser Situation zu entkommen und eine Stelle als Bürobeamter zu erreichen.
Fragmente, die sich in der Handschrift Kafkas in ihrem letzten erkennbaren Zustand finden, handeln auch noch vom Leben Karls im Dunstkreis der Sängerin. Da ist eine Szene mit der Waschung der unförmigen und unbeholfenen Brunelda. Das Fragment „Bruneldas Abreise“ zeigt Karl allein mit der Sängerin, die er unter einer Abdeckung auf einem Karren durch die Stadt schiebt zu einem Etablissement Nr. 25, was wohl ein Bordell darstellt.
Das Naturtheater von Oklahoma: Angelockt durch ein Plakat des großen Theaters von Oklahoma, das auf der Rennbahn Arbeitskräfte rekrutiert, begibt sich Karl dorthin. Das Plakat wendet sich an die, die Künstler werden möchten, aber auch alle anderen sind willkommen. Auf der Rennbahn begrüßen Frauen in Engelskostümen mit Posaunen die Ankömmlinge. Sie werden dann entsprechend ihren Fähigkeiten und Berufen eingeteilt. Karl wird mehrfach weiterverwiesen vom Ingenieur hinunter bis letztlich zu seinem wahren Status als europäischer Mittelschüler. Alle Bewerber bekommen zur Aufnahme eine gute Bewirtung. Danach geht es weiter in Richtung Oklahoma. Karl hat einen Liftboy aus dem Hotel wieder getroffen. Alle fahren zusammen im Zug durch die Weite Amerikas. Das Kapitel klingt aus mit der Beschreibung der zerklüfteten Bergwelt.

## Vermutungen über das Romanende
Über den geplanten weiteren Verlauf und das Ende des Romans gibt es Unklarheit. Laut Max Brod soll Kafka geplant haben, dass Karl im Theater nicht nur Rückhalt und Beruf, sondern sogar die Eltern und die Heimat wiederfindet. Dem widerspricht eine Tagebuchnotiz Franz Kafkas vom 30. September 1915, nach der Roßmann ein ähnlicher Tod droht wie Josef K., dem Helden aus Der Process: „Roßmann und K., der Schuldlose und der Schuldige, schließlich beide unterschiedslos strafweise umgebracht, der Schuldlose mit leichterer Hand, mehr zur Seite geschoben als niedergeschlagen“.

## Textanalyse

### Karl Roßmanns Schicksal
Das Romanfragment ist gekennzeichnet von der Suche nach Zugehörigkeit und von der Wiederholung der Vertreibung des Protagonisten. Angekommen als Vertriebener durch die Eltern, wird er vom Onkel und danach vom Hotel weiter vertrieben. Letztlich fällt auch das offensichtliche Ende des ungeliebten Dienstes bei Brunelda in diese Kategorie. Jeweils drei Kapiteln (bzw. Kapitelfragmenten) kann man einen gesonderten Vertreibungsmodus zuordnen (1–3 Onkel, 4–6 Hotel, 7 und 2 Fragmente Brunelda). Am Ende eines jeden Modus ist Karl wieder alleine auf sich gestellt, jeweils in immer weiter verschlechterter Situation.
Karl ist ein verstoßener Sohn, aber faktisch auch ein Vater, obwohl er sich diese Tatsache nie zum Bewusstsein kommen lässt; kein einziges Mal denkt er an den fernen Sohn. Dass er dazu nicht in der Lage ist und sich somit als Vater negiert, könnte darin begründet sein, dass er immer das Gegenüber seines Elternpaares erlebte und nicht einen einsamen Vater, wie er es wäre, da eine Verbindung mit der Mutter des Kindes von seiner Seite nicht existiert.
Im letzten Kapitel findet Karl anscheinend endlich einen Ort der Zugehörigkeit im Theater von Oklahoma. Zwar kommt es nochmals zu peinlichen Befragungen bezüglich seiner Legitimation, aber alles geht gut aus und niemand bedrängt Karl. Aber der Ort, die Rennbahn, deren Buchmacherbuden und Anzeigetafeln in das Auswahlverfahren integriert werden, assoziiert etwas Halbseidenes. Mit den posaunenden Engeln und Teufeln kommt ein skurriles und irrationales Element hinzu. Dadurch, dass jeder angenommen wird, entsteht eine Beliebigkeit, die jedes persönliche Streben negiert.

### Schilderung der neuen Welt
Arbeit und Verkehr repräsentieren im Roman die zentralen Elemente des amerikanischen Stadtlebens. Karl erlebt die Arbeitswelt im gigantischen Kontor seines Onkels und im riesigen Hotel Occidental. Diese Welten sind anonymisiert, streng hierarchisch und im Einzelfall menschenverachtend. Der Verkehr wird als pulsierender Fluss von unverlöschlicher Energie begriffen. Insbesondere bei diesen Schilderungen oder auch bei Beschreibung einer Fluchtszene hat Kafka, ein früher Kintoppbegeisterter, eine filmähnliche Erzählform gewählt.

## Form
Die Erzählperspektive ist räumlich und zeitlich durchgängig die des Protagonisten. Allerdings scheint die ganze Fülle der Beschreibungen und Informationen, die dabei dargeboten wird, nicht in Karls Bewusstsein vorzudringen, geschweige denn, dass er „die Gewalt der dahinter verborgenen Ordnungen erfühlt“ wie Reiner Stach formuliert. Besonders in den ersten Kapiteln bewegt er sich mehr in seiner eigenen Welt, oft in Form von Wunschvorstellungen.
Die Darstellung der Bewegungsformen des modernen Verkehrs sind ein zentrales Objekt. Die Abläufe des Schiffsverkehrs im Hafen von New York (erstes Kapitel) und die Verkehrsfluten in den Straßenschluchten (zweites Kapitel) werden vom Auge des Protagonisten aber nur aus einer reduzierten Perspektive wahrgenommen. Damit wird verdeutlicht, dass er die neuen Wahrnehmungsreize noch nicht vollständig erfassen kann. Er ist Sinneseindrücken ausgesetzt, die er kaum bewältigt. Das kinematographische Sehen zeigt sich besonders in der grotesk wirkenden Fluchtszene, die Karls Abgang aus dem Hotel schildert (siebtes Kapitel). Kafka beschreibt die Situation aus einer kameraähnlichen Perspektive, indem er die Realität in eine Folge bewegter Bilder verwandelt. Und auch hier dringen die äußeren Reize so ungeordnet auf den fliehenden Protagonisten ein, dass er sie nicht reflektieren kann. Schon Max Brod schreibt im Nachwort zur Erstausgabe, dass die Schilderungen „unwiderstehlich an Chaplin-Filme erinnern“.
Im ersten Kapitel (Kapitänskajüte) und im dritten Kapitel (Landhaus Pollunder) hebt Karl zu längeren, naiv-wohlmeinenden Reden an. Im weiteren Verlauf des Romans geschieht das so nicht mehr. Auch sein Innenleben wird zunehmend weniger präsentiert. Nur am Ende des siebten Kapitels verliert Karl sich noch einmal in der Vorstellung, wie er – der soeben im Hurenhaushalt Bruneldas brutal verprügelt wurde – bei einer eventuellen künftigen Bürobeschäftigung alle seine Kräfte einsetzen würde. Diese von Hohn gekennzeichnete Darstellung zeigt noch einmal Karls ganze Naivität. Ansonsten werden im Verlauf des Romans zunehmend nur noch knappe Frage- und Antwort-Sätze ausgetauscht. Es ist kein Raum mehr für betuliche, umständliche Reden und Überlegungen. Wenn Karl im vorletzten Absatz des Schlusskapitels meint, nun erst die „Größe Amerikas“ zu begreifen, zeigt das vielleicht eine erste Stufe eines Entwicklungsprozesses, an dem allerdings der Leser keinen weiteren Anteil hat.

## Deutungsansätze
Eine Position lautet: Im Gegensatz zu dem gängigen „Amerika“-Klischee der erfolgreichen Karriere des tüchtigen Einwanderers zeige der erste Roman Kafkas einen erschütternden permanenten sozialen Abstieg eines gutwilligen und naiven Jungen. Der heimatlose Karl, den großer Gerechtigkeitssinn auszeichnet, findet in der Fremde, in einer unpersönlichen Welt kalter Autoritäten und Hierarchien keinen Platz. Die Vorstellung vom Welttheater von Oklahoma, in dem Engel und Teufel dargestellt werden und das jeden aufnimmt, kann man auch als Metapher für das Reich des Todes sehen, das für jeden bestimmt ist. Des Weiteren zeigt der Roman eindrucksvoll auf, dass im amerikanischen Traum nicht nur Fleiß und Tugend etwas zählen, sondern vor allem die Beziehungen zu mächtigen Menschen einem Individuum den gesellschaftlichen Aufstieg ermöglichen.
Das Romanfragment kann als eine Art Bildungsroman gesehen werden, allerdings nicht im traditionellen Sinn, da der Held keine fortschreitende Entwicklung erfährt. Vielmehr steht der Konflikt zwischen dem Sohn und der Welt des Vaters (vertreten durch die verschiedenen Vaterfiguren des Fragments) im Vordergrund. Verlierer ist dabei immer der Sohn. Nach Albert Camus, Verfasser von Der Mythos des Sisyphos, ist Karl Roßmann „ein moderner Sisyphus, der ewig den Felsen der Zugehörigkeit vergeblich wälzt“.

## Zitate
- Als der siebzehnjährige Karl Roßmann, der von seinen armen Eltern nach Amerika geschickt worden war, weil ihn ein Dienstmädchen verführt und ein Kind von ihm bekommen hatte, in dem schon langsam gewordenen Schiff in den Hafen von Newyork einfuhr, erblickte er die schon längst beobachtete Statue der Freiheitsgöttin wie in einem plötzlich stärker gewordenen Sonnenlicht. Ihr Arm mit dem Schwert ragte wie neuerdings empor und um ihre Gestalt wehten die freien Lüfte.
- Im Hafen: Eine Bewegung ohne Ende, eine Unruhe, übertragen von dem unruhigen Element auf die hilflosen Menschen und ihre Werke.
- Der Onkel: „[…] Ich hatte damals im Hafenviertel ein kleines Geschäft und wenn dort im Tag fünf Kisten abgeladen waren, so war es viel und ich gieng aufgeblasen nachhause. Heute habe ich die drittgrößten Lagerhäuser im Hafen und jener Laden ist das Eßzimmer und die Gerätkammer der fünfundsechzigsten Gruppe meiner Packträger.“
- „Dann sind Sie also frei?“ fragte sie. „Ja frei bin ich“, sagte Karl und nichts schien ihm wertloser.
- Sie fuhren zwei Tage und zwei Nächte. Jetzt erst begriff Karl die Größe Amerikas.

## Rezeption
- Kindlers Literaturlexikon (S. 54) weist auf den Zusammenhang mit den massenhaften Amerika-Auswanderungen ostjüdischer Flüchtlinge hin. Karl Roßmann ist von seiner Familie als Strafaktion verschickt worden. Er ist kein Überlebender, der gerade noch davonkommt, sondern – wie Kafkas Titel sagt – ein Verschollener. Und wer verschollen ist, kann nach einer gewissen Frist für tot erklärt werden.
- Ries (S. 103 ff.) Im Verschollenen ist die zentrale Metapher einer zyklischen Struktur des Scheiterns das Labyrinth. Es findet sich in den aufeinanderfolgenden Stationen (Schiff, Haus des Onkels, Pollunders Landhaus, Hotel) von Karls Amerikaaufenthalt. Besonders wird die Einführung Karls in die Sexualität thematisiert. Die prostitutive Erotik im Umfeld Bruneldas ist von Peinlichkeit und Ganoventum geprägt.
- Alt (S. 347 ff.) betont die Darstellung der modernen Zeit mit ihrer permanenten Zirkulation der Güter, die Hierarchien erzeugt, die sich exemplarisch im Arbeitsleben ausprägen.
- Stach (S. 199) spricht von Kafkas Hellsicht bei der Darstellung hektisch-bedrängender Arbeitsverhältnisse in der sich gehetzte (anonyme) Individuen bewegen lange vor der Einführung des Fließbandes und der Erfindung von Industrierobotern. Hinter der dabei entstehenden Komik dieser Bilder lauert das Grauen.
- Plachta (S. 451 f.): Das den Roman abschließende „Theater von Oklahama“ Kapitel schafft zum übrigen Geschehen einen scharfen Kontrast. Karls sozialer Abstieg scheint gebremst zu werden, die bislang drastische Realität des Romans löst sich in eine harmonische Sozialutopie auf... In der Kafka-Forschung schwankt aber die Einschätzung dieses Kapitels zwischen Rettung des Protagonisten und letztlich tödlichem Ausgang.

## Theater, Film und Kunst
- Amerika. Oper. Musik und Libretto von Roman Haubenstock-Ramati. UA Berlin 1966.
- Zbyněk Brynych: Amerika oder der Verschollene. BRD 1969.
- Klassenverhältnisse. Film BRD/F 1984, Regie: Jean-Marie Straub, Danièle Huillet.
- Hanns Zischler: „Amerika“' vor Augen oder Kafka in 43 Min. 30 Sec. BRD 1978.
- Amerika. Film; Drehbuch und Regie Vladimir Michalek, Tschechische Rep., 1994. Online Information
- Amerika. Theateradaption der JTW Spandau in Koproduktion mit dem Theater an der Parkaue 2008 Online Information
- Martin Kippenberger: The Happy End of Franz Kafka’s „America“. Installation[16]
- Amerika. Nach dem gleichnamigen Romanfragment von Franz Kafka. Regie Christoph Frick, Theater Freiburg 2013.
- Amerika. Theaterfassung von Pavel Kohout und Ivan Klíma, Regie Wolfgang Engel, Staatsschauspiel Dresden 2015.
- Amerika. Textfassung von Philipp Hochmair und Bastian Kraft, Regie Bastian Kraft, Thalia Theater Hamburg
- Amerika nach Franz Kafka. Hörstück mit Philipp Hochmair. Produktion und Regie: Herzrasen – Andrea Gerk, 2005. Komposition: Michael Maierhof.
- Cornelia Köhler: Der Verschollene / Amerikanischer Schulfilm, DVD, D 2015.[17]
- Amerika. Theaterfassung von Claudia Bauer und Jan Friedrich, Regie Claudia Bauer, Staatstheater Hannover 2017.[18]

### Ausgaben
- Amerika. Kurt Wolff Verlag, München, 1927. (Die Erstausgabe wurde postum herausgegeben von Max Brod.)
- Amerika. Herausgegeben von Max Brod, S. Fischer Verlag, Frankfurt am Main 1986, ISBN 3-596-12661-4.
- Amerika. Roman. Suhrkamp, Frankfurt am Main (= suhrkamp taschenbücher. Band 2654).
- Amerika. Süddeutsche Zeitung, München, 2004, ISBN 3-937793-35-6.
- Die Romane. S. Fischer Verlag, Frankfurt am Main, 1963.
- Der Verschollene. Herausgegeben von Jost Schillemeit, S. Fischer, Frankfurt am Main 1983.
- Der Verschollene. Vitalis, Prag, 2010. (Mit einem Nachwort von Anthony Northey) ISBN 978-3-89919-166-0.
- Amerika: Sven Regener liest Franz Kafka. (Hörbuch), Roof Music, 2014, ISBN 978-3-86484-103-3.
- Der Verschollene (Hörbuch), Der Audio Verlag, 2017, ISBN 978-3-7424-0213-4.

### Sekundärliteratur
- Peter-André Alt: Franz Kafka: Der ewige Sohn. Eine Biographie. C.H. Beck, München 2005, ISBN 3-406-57535-8.
- Peter-André Alt: Kafka und der Film. Beck, München 2009, ISBN 978-3-406-58748-1, ISBN 3-406-53441-4.
- Heinz Ludwig Arnold (Hrsg.): Franz Kafka (= Text und Kritik Sonderband). Berlin 1994.
- Ralph P. Chrimmann: Franz Kafka. Versuch einer kulturphilosophischen Interpretation. Kovač, Hamburg 2004, ISBN 3-8300-1275-6.
- Melissa de Bruyker: Das resonante Schweigen: die Rhetorik der erzählten Welt in Kafkas Der Verschollene, Schnitzlers Therese und Walsers Räuber-Roman, Königshausen & Neumann, Würzburg 2008, ISBN 978-3-8260-3689-7 (Dissertation Universität Gent 2006, 377 Seiten).
- Manfred Engel: Außenwelt und Innenwelt. Subjektivitätsentwurf und moderne Romanpoetik in Robert Walsers „Jakob von Gunten“ und Franz Kafkas „Der Verschollene“. In: Jahrbuch der Deutschen Schiller-Gesellschaft 30 (1986), S. 533–570.
- Manfred Engel: Der Verschollene. In: Manfred Engel, Bernd Auerochs (Hrsg.): Kafka-Handbuch. Leben – Werk – Wirkung. Metzler, Stuttgart, Weimar 2010, ISBN 978-3-476-02167-0, S. 175–191.
- Bettina von Jagow, Oliver Jahraus: Kafka-Handbuch. Leben – Werk – Wirkung. Vandenhoeck & Ruprecht, Göttingen 2008, ISBN 978-3-525-20852-6.
- Wolfgang Jahn: Stil und Weltbild in Kafkas Roman „Der Verschollene“ <„Amerika“> 1961, DNB 481100806 (Dissertation Universität Tübingen, Philosophische Fakultät, 1961, 211 Seiten).
- Marcel Krings: Goethe, Flaubert, Kafka und der schöne Schein. Zur Kritik der Literatursprache in den „Lehrjahren“, der „Education sentimentale“ und im „Verschollenen“. Francke, Tübingen 2016, ISBN 978-3-7720-8597-0.
- Roland Kroemer: Franz Kafka: Der Verschollene. Amerika ... verstehen. Westermann 2021, ISBN 978-3-14-022636-3.
- Rainer von Kügelgen: Ein Parzival des Unglücks oder: Wie Karl Roßmann das „Land of the Free“ zur Strafkolonie wird – Anmerkungen zu Kafkas „Der Verschollene“. Vortrag an dem Kolloquium funktionale Pragmatik, Hamburg, 23. Januar 2010 (online).
- Wiebrecht Ries: Kafka zur Einführung. Junius, Hamburg 1993, ISBN 3-88506-886-9.
- Margarete Susmann: Das Hiob-Problem bei Franz Kafka. In: Heinz Politzer (Hrsg.): Franz Kafka. Wissenschaftliche Buchgesellschaft Darmstadt 1973.
- Wendelin Schmidt-Dengler, Norbert Winkler (Hrsg.): Die Vielfalt in Kafkas Leben und Werk. Vitalis 2005, ISBN 3-89919-066-1.
- Reiner Stach: Kafka. Die Jahre der Entscheidungen. Fischer Taschenbuchverlag, Frankfurt am Main 2004, ISBN 3-596-16187-8.
- Benno Wagner: Odysseus in Amerika. List und Opfer bei Horkheimer, Adorno und Kafka. In: Manfred Gangl, Gérard Raulet (Hrsg.): Jenseits instrumenteller Vernunft. Kritische Studien zur Dialektik der Aufklärung. Peter Lang, Frankfurt am Main 1998, 207–224.